# Братский порядок рождения и мужская сексуальная ориентация
Братский порядок рождения тесно коррелирует с мужской сексуальной ориентацией. Значительный объем исследований показал, что чем больше старших братьев у мужчины от одной матери, тем больше вероятность того, что у него самого будет гомосексуальная ориентация.
Сексологи Рей Блэнчард и Энтони Богарт впервые выявили эту связь в 1990-х годах и назвали ее эффектом братского порядка рождения. Ученые приписали этот эффект пренатальному биологическому механизму, поскольку ассоциация присутствует только у мужчин со старшими биологическими братьями и отсутствует у мужчин со старшими сводными и приемными братьями. Считается, что этот механизм представляет собой иммунный ответ матери на зародыш мужского пола, при котором антитела нейтрализуют мужские Y-белки, которые, как считается, играют роль в половой дифференциации во время развития. Это оставило бы некоторые области мозга, связанные с сексуальной ориентацией, в «типичном для женщин» расположении — или привлекало бы мужчин. Биохимические доказательства этой гипотезы были выявлены в 2017 году, когда выяснилось, что у матерей с сыном-геем, особенно у тех, у кого есть старшие братья, был повышенный уровень антител к Y-белку NLGN4Y, чем у матерей с гетеросексуальными сыновьями.
Эффект усиливается с каждой дополнительной беременностью мужского пола, при этом вероятность того, что следующий сын окажется геем, увеличивается на 38—48 %. Это не означает, что все или большинство сыновей будут геями после нескольких мужских беременностей, скорее, вероятность рождения сына-гея увеличивается примерно с 2 % для первенца, до 3 % для второго, 5 % для третьего и так далее. В двух исследованиях было подсчитано, что от 15 % до 29 % мужчин-геев обязаны своей сексуальной ориентацией этому эффекту, но отмечается, что это число может быть выше, поскольку предыдущие выкидыши и прерывания беременности могли подвергать их матерей воздействию Y-сцепленных антигенов. Обычно считалось, что эта материнская реакция неприменима к перворожденным сыновьям-геям и что они могут быть обязаны своей ориентацией генам, пренатальным гормонам и другим иммунным реакциям матери, которые также влияют на развитие мозга. Однако лабораторное исследование 2017 года показало, что у матерей, у которых не было сыновей, были антитела к мужским клеткам, которые могут быть вызваны обычными ранними выкидышами и таким образом вызвать эффект для первого живорожденного сына. Ученые предложили множество эволюционных объяснений того, почему реакция сохраняется.
Те немногие исследования, в которых не наблюдалась корреляция между гомосексуалами и братским порядком рождения, как правило, подвергались критике за методологические ошибки и методы выборки. Дж. Майкл Бейли сказал, что не было выявлено никакой правдоподобной гипотезы, кроме иммунного ответа матери. Этот эффект иногда называют эффектом старшего брата.

## Общие сведения

В 2017 году были обнаружены биохимические доказательства эффекта братского порядка рождения

Эффект братского порядка рождения был описан одним из его сторонников как «наиболее последовательный биодемографический коррелят сексуальной ориентации у мужчин». В 1958 году было сообщено, что у мужчин-гомосексуалов, как правило, больше старших братьев и сестер (т. е. «более поздний / более высокий порядок рождения»), чем у сопоставимых гетеросексуальных мужчин, а в 1962 году эти результаты были подробно описаны и опубликованы. В 1996 году, Рей Блэнчард и Энтони Богарт продемонстрировали, что более поздний порядок рождения гомосексуалов был обусловлен исключительно количеством старших братьев, а не старших сестер. Они также показали, что каждый старший брат увеличивал вероятность гомосексуальности у более позднего брата на 33 %. Позже в том же году Блэнчард и Богарт продемонстрировали эффект старшего брата в данных интервью Кинси, «очень большой и исторически значимой базе данных». В исследовании, опубликованном в 1998 году, Блэнчард назвал это явление эффектом братского порядка рождения.
Исследования, проводившиеся на протяжении многих лет, установили несколько фактов. Во-первых, мужчины-гомосексуалы, как правило, имеют более высокий порядок рождения, чем гетеросексуальные мужчины, и этот более высокий порядок рождения объясняется тем, что у мужчин-гомосексуалов больше старших братьев. Согласно нескольким исследованиям, каждый старший брат увеличивает естественные шансы ребенка мужского пола гомосексуальной ориентации на 28—48 %. Естественная вероятность того, что ребенок мужского пола (без старших братьев) окажется гомосексуалом, оценивается в 2 %. Из-за эффекта братского порядка рождения эти естественные шансы увеличиваются до 2,6 % у ребенка мужского пола с одним старшим братом; у ребенка мужского пола с двумя старшими братьями эта вероятность составит 3,5 %; с тремя и четырьмя старшими братьями шансы увеличиваются до 4,6 %, и 6,0 % соответственно. Однако число старших сестер, младших братьев, и младшие сестры никак не влияют на эти шансы. Было подсчитано, что примерно каждый седьмой мужчина-гомосексуал обязан своей сексуальной ориентацией эффекту братского порядка рождения. По-видимому, порядок рождения не влияет на сексуальную ориентацию женщин.
Во-вторых, эффект братского порядка рождения действует через биологический механизм во время внутриутробной жизни, а не в детстве или юности. Прямым доказательством этого является тот факт, что эффект братского порядка рождения был обнаружен даже у мужчин, не воспитанных вместе со своими биологическими братьями, и биохимические доказательства были обнаружены в лабораторном исследовании в 2017 году. Было установлено, что биологические братья увеличивают вероятность гомосексуальности у мужчин, родившихся позже, даже если они воспитывались в разных семьях, в то время как небиологические братья и сестры, такие как сводные братья или приемные братья, не оказывают никакого влияния на сексуальную ориентацию мужчин. Косвенные данные также указывают на то, что эффект братского порядка рождения носит пренатальный и биологический характер, а не постнатальный и психосоциальный. Было подтверждено, что эффект братского порядка рождения взаимодействует с левшами, поскольку частота гомосексуальности, коррелирующая с увеличением числа старших братьев, наблюдается только у правшей мужского пола. Поскольку ручность развивается внутриутробно, это открытие указывает на то, что пренатальные механизмы лежат в основе эффекта братского порядка рождения. Также было обнаружено, что мужчины-гомосексуалы со старшими братьями имеют значительно более низкий вес при рождении по сравнению с гетеросексуальными мужчинами со старшими братьями. Поскольку вес при рождении, несомненно, определяется пренатально, известно, что общий фактор развития, который действует до рождения, обязательно лежит в основе эффекта братского порядка рождения и мужской сексуальной ориентации.
В-третьих, эффект братского порядка рождения был продемонстрирован в различных выборках, таких как мужчины-гомосексуалы из разных этнических групп, разных культур, разных исторических эпох, и широко разделенных географических регионов. Эффект братского порядка рождения был продемонстрирован в таких странах, как Бразилия, Канада, Финляндия, Иран, Италия, Нидерланды, Самоа, Испания, Турция, Соединенное Королевство и Соединенные Штаты Америки. Этот эффект также был продемонстрирован у мужчин-гомосексуалов из США и репрезентативных национальных вероятностных выборок.
В исследовании, проведенном в 2017 году, исследователи обнаружили связь между иммунным ответом матери на нейролигин 4 Y-связанный белок (NLGN4Y) и последующей сексуальной ориентацией их сыновей. NLGN4Y играет важную роль в развитии мужского мозга; считается, что иммунная реакция матери на него в форме антител против NLGN4Y изменяет структуры мозга, лежащие в основе сексуальной ориентации плода мужского пола. Исследование показало, что у женщин уровень анти-NLGN4Y был значительно выше, чем у мужчин. Результат также указывает на то, что у матерей сыновей-геев, особенно у тех, у кого были старшие братья, уровень анти-NLGN4Y был значительно выше, чем у контрольных групп женщин, включая матерей гетеросексуальных сыновей.

## Эмпирические данные

### Биодемография
Эффект братского порядка рождения — явление, которое можно описать одним из двух способов:
1. Старшие братья увеличивают вероятность гомосексуальности у мужчин, родившихся позже, и, альтернативно, у гомосексуалов, как правило, больше старших братьев, чем у гетеросексуальных мужчин[11][13][38]. Было обнаружено, что доля старших братьев (то есть, Старшие братья/Все братья и сестры) на 31 % больше в родственных браках гомосексуалов, чем в родственных браках гетеросексуальных мужчин[13].
2. В качестве альтернативы, соотношение старших братьев к другим братьям и сестрам (то есть, Старшие братья/Другие братья и сестры) на 47 % больше для гомосексуалов, чем для гетеросексуальных мужчин[13].

После статистического контроля количества старших братьев гомосексуалы и гетеросексуальные мужчины не отличаются по среднему количеству старших сестер, младших сестер или младших братьев. Старшие сестры, младшие сестры и младшие братья не влияют на вероятность гомосексуальности у мужчин, родившихся позже — они не усиливают и не нейтрализуют эффект братского порядка рождения. Блэнчард и Богарт (1996) исследовали, имеют ли мужчины-гомосексуалы более высокий средний порядок рождения, чем гетеросексуальные мужчины, в первую очередь потому, что у них больше старших братьев или потому, что у них больше старших братьев и сестер обоих полов (т. е. как старших братьев, так и старших сестер). Они подтвердили, что гомосексуальность положительно коррелирует с количеством старших братьев у мужчины, а не со старшими сестрами, младшими сестрами или младшими братьями. С тех пор многочисленные исследования подтвердили этот вывод.
В нескольких исследованиях у гомосексуалов иногда обнаруживалось как большее количество старших братьев, так и большее количество старших сестер по сравнению с гетеросексуальными мужчинами. Это связано с тем, что количество старших братьев и количество старших сестер у человека, как правило, положительно коррелируют. Таким образом, если у Пробанда А больше старших братьев, чем у Пробанда В, скорее всего, у Пробанда А также больше старших сестер, чем у Пробанда В. Эти данные об избытке старших сестер, следовательно, являются случайными побочными продуктами того, что гомосексуалы имеют избыток старших братьев, обнаруживаются не так последовательно, как избыток старших братьев, и, следовательно, не должны умалять значение эффекта братского порядка рождения. Когда образцы отбираются из популяций с относительно высокими показателями фертильности, положительная корреляция между количеством старших братьев и старших сестер может создать ложное впечатление, что как количество старших братьев, так и количество старших сестер связаны с мужской сексуальной ориентацией. Действительно, две выборки из населения Самоа с высокой фертильностью продемонстрировали одновременный эффект братского и «сестринского» порядка рождения. Однако прямое сравнение величин этих двух эффектов показало, что эффект братского порядка рождения имел в исследованиях приоритет. Различные исследования и метаанализы подтвердили, что только эффект старшего брата последовательно ассоциируется с гомосексуальностью:
1. Метаанализ 1998 года, проведенный Джонсом и Блэнчардом, исследовал, не влияют ли старшие сестры на сексуальную ориентацию у мужчин, родившихся позже, или просто оказывают более слабое влияние, чем старшие братья. С этой целью они разработали конкурирующие математические модели двух возможностей: они вывели два теоретических уравнения; первое уравнение применимо, если сестры не имеют прямого отношения к сексуальной ориентации пробанда, но братья имеют; второе применимо, если сестры имеют такое же отношение к сексуальной ориентации пробанда, как и братья (включая никакого отношения). Затем они сравнили соответствие этих моделей эмпирическим данным, доступным на тот момент, и обнаружили, что первое уравнение справедливо для гомосексуалов, а второе — для гетеросексуальных мужчин. Они также пришли к выводу, что любая тенденция гомосексуалов-мужчин рождаться позже среди своих сестер, по сути, является статистическим артефактом их тенденции рождаться позже среди своих братьев.
2. В метаанализе 2004 года приняли участие 10 143 испытуемых мужского пола, из которых 3 181 были гомосексуалами, а 6 962 — гетеросексуалами. Его результаты подтвердили вывод о том, что у гомосексуалов, как правило, больше старших братьев, чем у гетеросексуальных мужчин, и вывод о том, что различия во всех других параметрах родства (старшие сестры, младшие сестры или младшие братья) являются вторичными последствиями различий в старших братьях. Те же выводы были сделаны при анализе отдельных, а не совокупных данных, а также независимыми исследователями.
3. Метаанализ 2015 года показал, что только эффект старшего брата / эффект братского порядка рождения был достоверно связан с мужской сексуальной ориентацией во всех ранее опубликованных исследованиях.
Эффект братского порядка рождения не зависит от потенциальных смешивающих факторов, таких как возраст, год рождения и социально-экономический статус. Также было обнаружено, что эффект братского порядка рождения может быть продемонстрирован независимо от того, имеют ли сравниваемые группы гомосексуалов и гетеросексуалов большие или маленькие размеры семей, при условии, что обе группы имеют одинаковый размер семьи (или могут быть скорректированы для имитации этого условия). Кроме того, для обнаружения эффекта братского порядка рождения, необходимо, чтобы на размер семьи гомосексуалов и гомосексуалов не сильно влияли различные родительские стратегии (так называемые «правила прекращения») прекращения размножения после одного ребенка, после одного ребенка мужского пола или после ребенка каждого пола, потому что в этих конкретных ситуациях ни гомосексуальные, ни гетеросексуальные мужчины у вас достаточно старших братьев, чтобы сделать сравнения осмысленными. Например, исследование, проведенное в материковом Китае, не выявило никакого эффекта братского порядка рождения, который авторы приписали политике одного ребенка.
Связь между количеством старших братьев и мужской гомосексуальностью не является результатом более высокого возраста матери или отца на момент рождения пробанда. Это означает, что феномен порядка рождения не может быть объяснен увеличением частоты мутаций в яйцеклетках или сперматозоидах, стареющих матерей или отцов соответственно.
Связь между количеством старших братьев и мужской гомосексуальностью также не является артефактом интервала рождения. Блэнчард и Богерт (1997) провели исследование, чтобы выяснить, рождаются ли мужчины-гомосексуалы в среднем на более короткое время позже своих старших братьев и сестер, чем гетеросексуальные мужчины. Они обнаружили, что средние интервалы между рождениями, предшествующие гетеросексуальным и гомосексуалам мужского пола, были практически идентичны.
Ни один тип родных братьев и сестер не имеет достоверной связи с сексуальной ориентацией женщин.

### Количественные результаты
Исследование эффекта братского порядка рождения показало, что на каждого старшего брата, который есть у ребенка мужского пола, естественным образом увеличивается вероятность того, что ребенок мужского пола гомосексуал, на 33 %. Естественные шансы того, что ребенок мужского пола (без старших братьев) окажется гомосексуалом, оцениваются в 2 %. Это оказалось близкой оценкой Кантора и др. (2002), поскольку последующее исследование Блэнчарда и Богерта (2004) показало, что наблюдаемая распространенность гомосексуальности среди мужчин, не имеющих старших братьев, составила 2,18 %. Таким образом, если мужчина, у которого нет старших братьев, имеет 2 %-ную вероятность быть гомосексуалом, а эффект братского порядка рождения увеличивает эти шансы на 33 % на каждого старшего брата, то у мужчины с одним старшим братом вероятность гомосексуалов составляет 2,6 %.; мужчина с двумя старшими братьями имеет шанс 3,5 %, а мужчины с тремя и четырьмя старшими братьями имеют шанс 4,6 % и 6,0 % соответственно.
Оценки доли мужчин-гомосексуалов, которые обязаны своей сексуальной ориентацией эффекту братского порядка рождения, варьировались от 15,1 % до 28,6 %. Кантор и др. (2002) обнаружили, что 0 % гомосексуалов не имеют старших братьев, 24 % гомосексуалов имеют одного старшего брата, 43 % гомосексуалов имеют двух старших братьев и так далее, может приписать их гомосексуалу ориентацию эффекту братского порядка рождения. Они также показали, что эффект братского порядка рождения превысит все другие причины гомосексуальности, объединенные в группах геев с 3 или более старшими братьями, и будет точно равен всем другим причинам, объединенным в теоретической группе с 2,5 старшими братьями. Мужчины-гомосексуалы, которые не приобрели свою сексуальную ориентацию с помощью эффекта братского порядка рождения (например, мужчины-гомосексуалы, не имеющие старших братьев) гомосексуальностью обязаны другим причинам, таким как определенные полиморфные гены (в просторечии называемые «генами геев») или пренатальный уровень гормонов во время внутриутробного развития плода.

### Сроки действия механизма братского порядка рождения
Как прямые, так и косвенные доказательства показали, что механизм, с помощью которого действует эффект братского порядка рождения, является пренатальным по срокам и биологическим по своей природе, а не постнатальным по срокам или психосоциальным по своей природе. Косвенные доказательства были найдены впервые, когда было обнаружено, что эффект братского порядка рождения взаимодействует с весом при рождении. Затем Богерт (2006) представил прямые доказательства того, что механизм братского порядка рождения является пренатальным. Последующие исследования, связанные с леворукостью, еще больше укрепили эти выводы. Доказательства того, что эффект братского порядка рождения отражает события во время пренатальной жизни, в целом согласуются с отсутствием доказательств того, что он отражает события во время послеродовой жизни.

#### Связь с весом при рождении

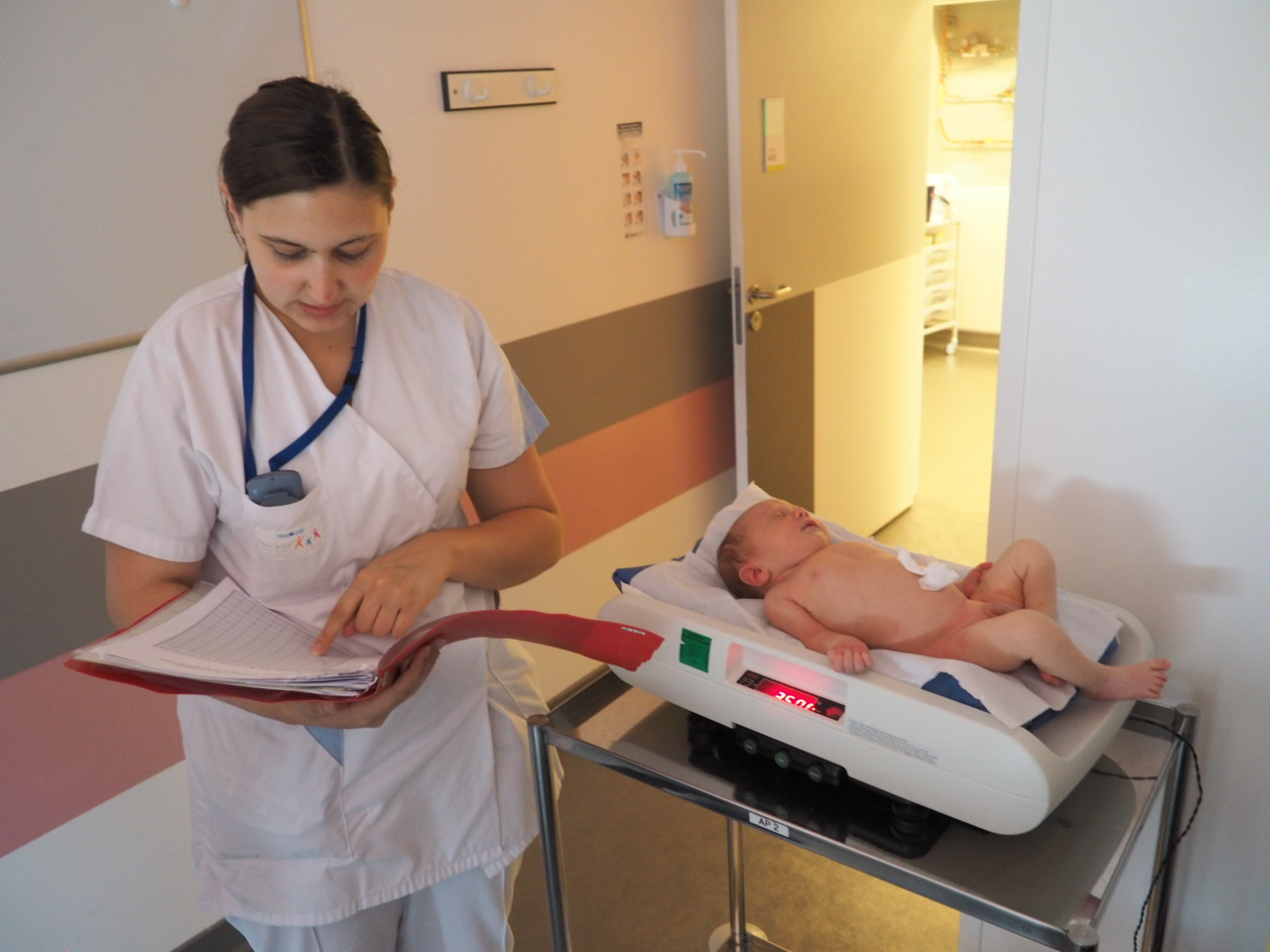
Новорожденного взвешивают после рождения. Вес при рождении — масса тела ребенка при рождении

Вывод о том, что механизм братского порядка рождения действует во время внутриутробного развития мужчины в утробе матери, был сделан неожиданно в ходе исследования сексуальной ориентации, порядка рождения и веса при рождении. Бланчард и Эллис (2001) изучили 3 229 взрослых, гомосексуалов и гетеросексуалов, мужчин и женщин (пробандов), чьи матери знали пол каждого ребенка (или плода), которым они были беременны до пробанда. Информация о весе при рождении, материнской смертности и других демографических переменных была представлена в анкетах, заполненных матерями пробандов. В результате исследования были сделаны три основных наблюдения:
1. Гетеросексуальные мужчины со старшими братьями весили при рождении меньше, чем гетеросексуальные мужчины со старшими сестрами;
2. Мужчины-гомосексуалы со старшими братьями весили меньше, чем гетеросексуальные мужчины со старшими братьями;
3. Мужчины-гомосексуалы и гетеросексуалы, у которых не было старших братьев и сестер или только старших сестер, не отличались по весу при рождении.

Каждый из этих трех выводов с тех пор был воспроизведен в других исследованиях (и общий вывод о том, что мальчики со старшими братьями имеют меньший вес при рождении, чем мальчики со старшими сестрами, согласуется с более ранними исследованиями). Эти данные свидетельствуют о том, что предшествующие беременности у мужчин влияют на развитие последующих плодов мужского пола; что это влияние в разной степени ощущается отдельными плодами; и что те плоды, на которые этот процесс оказывает наиболее сильное влияние, о чем свидетельствует их сравнительно меньший вес при рождении, также являются гомосексуалами с наибольшей вероятностью. Взаимодействие братского порядка рождения с весом при рождении (очевидно, пренатально детерминированная черта) предполагает, что механизм эффекта братского порядка рождения действует до рождения индивидуума (т. е. внутриутробно). Это также показывает, что даже во время рождения существует физический маркер сексуальной ориентации (т. е. вес при рождении), который связан с количеством старших братьев.

#### Связь с преобладающей рукой

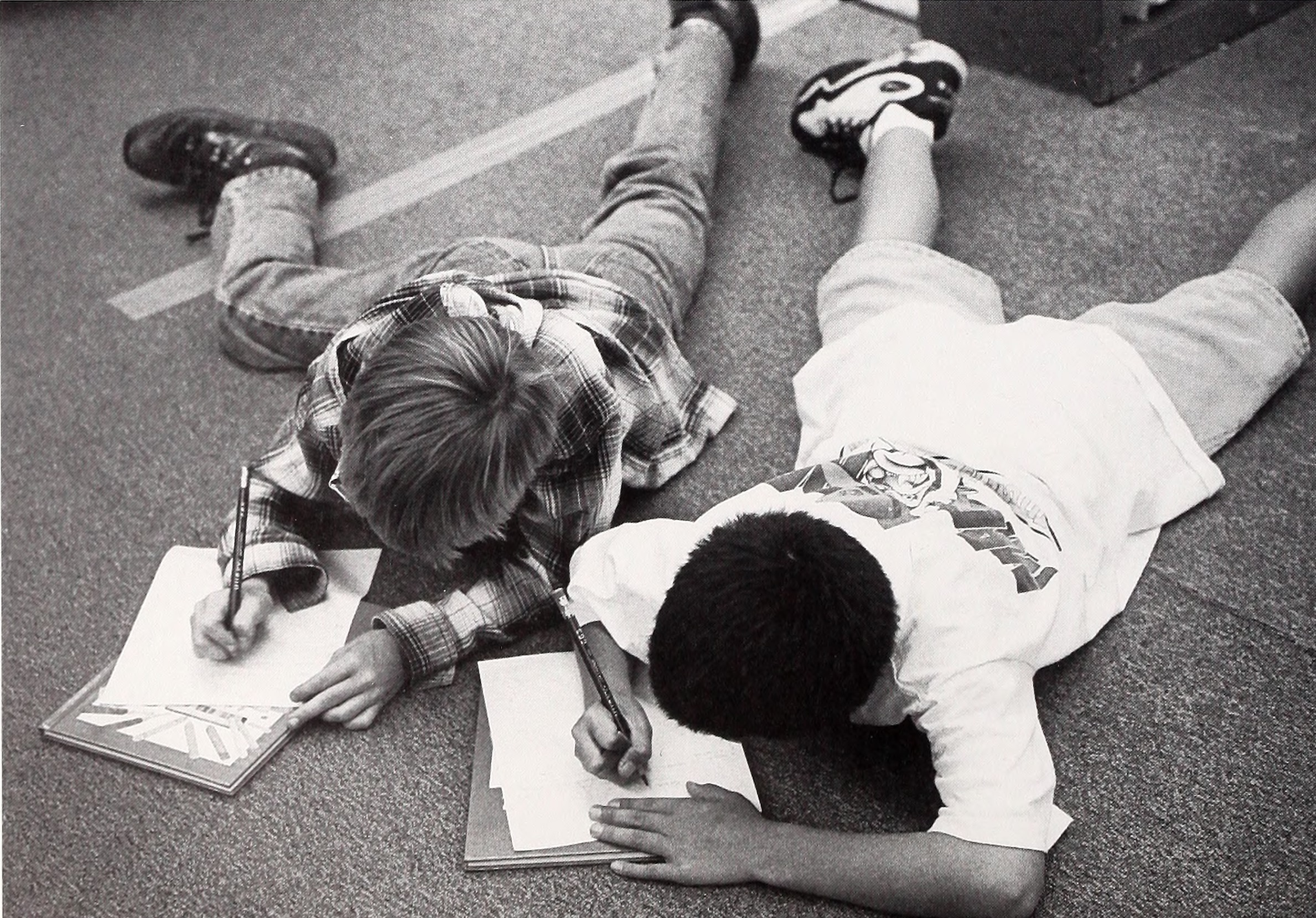
Два мальчика пишут правой рукой. Леворукость — тенденция быть более умелым в выполнении задач одной рукой, чем другой. Эффект братского порядка рождения увеличивает вероятность гомосексуальности только у правшей мужского пола

Blanchard и др. (2006) представили косвенные доказательства того, что эффект братского порядка рождения имеет биологическую, а не психосоциальную природу. Они обнаружили в выборке из 3146 мужчин, что эффект братского порядка рождения зависел от руки. Влияние старших братьев на вероятность гомосексуальности наблюдалось только у мужчин-правшей; наличие старших братьев не влияло на вероятность гомосексуальности у левшей и амбидекстров. Позже другое исследование показало, что эффект братского порядка рождения может быть ограничен только умеренно правшами, поскольку крайние правши также не проявляли эффекта братского порядка рождения. Вывод о том, что братский порядок рождения коррелирует с преобладающей рукой, был подтвержден последующими исследованиями. Поскольку леворукость развивается во время внутриутробной жизни, это говорит о том, что пренатальный механизм вызывает повышенную гомосексуальность у правшей мужского пола со старшими братьями.

### Механизм
В исследовании, проведенном в 2017 году, исследователи обнаружили связь между иммунным ответом матери на нейролигин 4 Y-связанный белок (NLGN4Y) и последующей сексуальной ориентацией их сыновей. NLGN4Y играет важную роль в развитии мужского мозга; считается, что иммунная реакция матери на него в виде антител против NLGN4Y изменяет структуры мозга, лежащие в основе сексуальной ориентации плода мужского пола. Исследование показало, что у женщин уровень анти-NLGN4Y был значительно выше, чем у мужчин. Результат также указывает на то, что у матерей сыновей-геев, особенно у тех, у кого были старшие братья, уровень анти-NLGN4Y был значительно выше, чем у контрольных образцов женщин, включая матерей гетеросексуальных сыновей.

#### Биологические и небиологические старшие братья
Богерт (2006) провел прямой тест, сопоставляющий пренатальные и постнатальные (например, социальные/воспитательные) механизмы, и попытался определить, какой из двух факторов объясняет эффект братского порядка рождения. Он исследовал связь между мужской сексуальной ориентацией и биологическими братьями и сестрами (т. е. рожденными от одной матери) и небиологическими братьями и сестрами (т. е. приемными братьями и сестрами, сводными братьями и сестрами или сводными братьями и сестрами по отцовской линии). Также было изучено, воспитывались ли участники с этими братьями и сестрами и как долго.
Если воспитание или социальные факторы, связанные со старшими братьями, лежат в основе эффекта братского порядка рождения, то все старшие братья (как биологические, так и небиологические), воспитанные вместе с участником, должны предсказывать сексуальную ориентацию, потому что все эти старшие братья разделяют социальную / воспитательную среду со своими младшими братьями. Если пренатальный фактор лежит в основе эффекта братского порядка рождения, то только биологические старшие братья должны предсказывать сексуальную ориентацию, потому что только биологические старшие братья имеют общие пренатальные характеристики (например, беременность от одной и той же биологической матери) со своими младшими братьями. Исследование показало, что только биологические старшие братья предсказывали сексуальную ориентацию. Даже когда число небиологических старших братьев значительно превышало число биологических старших братьев, и, следовательно, возможность воздействия через воспитание с (небиологическими) старшими братьями была высокой, только число биологических старших братьев, а не небиологических старших братьев предсказывало сексуальную ориентацию у мужчин.
Далее, если воспитание или социальные факторы лежат в основе эффекта братского порядка рождения, то количество времени, проведенного со старшими братьями, биологическими или небиологическими, должно предсказывать сексуальную ориентацию, потому что время воспитания определяет относительную возможность, которую старшие братья имеют влиять на (постнатальное) социально-сексуальное развитие своих младших братьев. Если пренатальный фактор лежит в основе эффекта братского порядка рождения, то постнатальный фактор, такой как время воспитания со старшими братьями и сестрами (будь то биологические или небиологические), не должен влиять на сексуальную ориентацию младших братьев и сестер мужского пола. Исследование показало, что количество времени, проведенного со старшими братьями, как биологическими, так и небиологическими, не предсказывало сексуальную ориентацию и не влияло на отношения между старшими братьями и сексуальной ориентацией, тем самым указывая на пренатальное происхождение эффекта братского порядка рождения.
Наконец, если воспитание или социальные факторы лежат в основе эффекта братского порядка рождения, то количество биологических старших братьев, с которыми участники не воспитывались, не должно предсказывать сексуальную ориентацию, поскольку они не должны оказывать никакого влияния на (послеродовое) социально-сексуальное окружение их младших братьев. Если пренатальный фактор лежит в основе эффекта братского порядка рождения, то биологические старшие братья, с которыми участники не воспитывались, все равно должны предсказывать сексуальную ориентацию, потому что все биологические старшие братья, даже те, которые не воспитывались вместе с участниками, имеют общие пренатальные характеристики (например, беременность от одной и той же матери) со своими младшими братьями. Исследование показало, что количество биологических братьев действительно предсказывает сексуальную ориентацию мужчин, даже если участники не воспитывались вместе с биологическими старшими братьями.
Подводя итог, было обнаружено, что биологические старшие братья значительно предсказывали мужскую сексуальную ориентацию независимо от того, воспитывались ли участники с этими братьями или как долго, в то время как остальные категории братьев и сестер, включая небиологических старших братьев, этого не делали. Таким образом, эти результаты подтверждают пренатальное происхождение развития сексуальной ориентации у мужчин и указывают на то, что эффект братского порядка рождения, вероятно, является результатом «памяти» организма матери как о мужских родах, так и о мужских сроках беременности (т. е. о каждом случае беременности с плодом мужского пола). Таким образом, даже если плод мужского пола не был выношен до срока, он все равно увеличивает вероятность гомосексуальности у любых последующих плодов мужского пола, выношенных той же матерью.

### Повсеместность
Существование влияния братского порядка рождения на сексуальную ориентацию мужчин было подтверждено много раз. Одним из подходов к установлению повсеместности этого эффекта был поиск его в различных типах образцов. Повторное обнаружение эффекта братского порядка рождения в различных выборках показывает, что этот эффект почти повсеместен — за исключением популяций, где у людей нет старших братьев.
Эффект братского порядка рождения был обнаружен у мужчин-гомосексуалов разных рас, включая белых, чернокожих, латиноамериканцев, восточно-индийцев, азиатов, ближневосточных и полинезийских. Этот эффект также был обнаружен у мужчин-гомосексуалов разных исторических эпох, начиная от участников, обследованных в последние годы, и заканчивая участниками, обследованными десятилетия назад.
Этот эффект также был продемонстрирован у мужчин-гомосексуалов из разных культур: несмотря на то, насколько разными могут быть культуры, кросс-культурные универсалии в развитии гомосексуальных мужчин, по-видимому, существуют. Например, в западных культурах мужчины-гомосексуалы в детстве демонстрируют сравнительно большее гендерно-несоответствующее поведение, чем гетеросексуальные мужчины. Ретроспективные исследования, проведенные в Бразилии, Гватемале, Независимом Самоа, Филиппинах, Таиланде и Турции, показали, что то же самое верно и для мужчин-гомосексуалов, воспитанных в этих незападных культурах. Такое межкультурное сходство в поведении детей подтверждает идею о том, что сходные биологические влияния, которые выходят за рамки культурных различий, играют определенную роль в развитии мужской гомосексуальности. Эта идея получила бы дополнительную поддержку, если бы можно было продемонстрировать, что причинно-следственные биологические факторы, такие как механизм братского порядка рождения (который является биологическим по своей природе), вероятно, влияют на развитие мужской гомосексуальности в незападных культурах. Таким образом, установление существования эффекта братского порядка рождения — гипотетического результата механизма братского порядка рождения — в незападной культуре еще больше подтвердило бы аргументы о том, что сходные биологические влияния лежат в основе развития гомосексуальности в разных культурах. Исследования, проведенные как в западных, так и в незападных культурах, продемонстрировали эффект братского порядка рождения (а также эффект плодовитости) в отношении мужской гомосексуальности. Кросс-культурная согласованность, с которой были задокументированы эти эффекты, согласуется с выводом о том, что культурно инвариантные биологические процессы лежат в основе развития гомосексуальности у мужчин.
Эффект братского порядка рождения также был продемонстрирован в сильно разделенных географических регионах и в таких странах, как Бразилия, Канада, Финляндия, Иран, Италия, Нидерланды, Независимое Самоа, Испания, Турция, Соединенное Королевство, и Соединенные Штаты. Эффект дополнительно наблюдался у участников, обследованных как в детстве, так и во взрослом возрасте, а также у пациентов, а также у добровольцев, не являющихся пациентами. Эффект братского порядка рождения был продемонстрирован Бланчардом и его коллегами, а также независимыми исследователи. Демонстрация эффекта братского порядка рождения в метаанализе исследований Блэнчарда и его коллег, метаанализ исследований независимых исследователей и исследования как Блэнчарда, так и других исследователей показывают, что исследования эффекта братского порядка рождения были свободны от предвзятости экспериментатора. Этот эффект также был продемонстрирован у мужчин-гомосексуалов из выборок удобства и в репрезентативных национальных выборках вероятности.
Большинство исследований, посвященных влиянию братского порядка рождения, было проведено на геях. Однако эффект братского порядка рождения наблюдался у андрофильных трансгендерных женщин (которым при рождении был назначен мужчина). Транс-женщины, которые сексуально ориентированы исключительно на мужчин, имеют большее количество старших братьев, чем транс-женщины, которые сексуально заинтересованы в женщинах. Об этом сообщалось в образцах из Канады, Соединенного Королевства, Нидерландов, и Полинезии.
В трех исследованиях изучалось, коррелирует ли сексуальная ориентация также с порядком рождения у мужчин, которых привлекают физически незрелые мужчины. Одно исследование показало, что гомосексуально-бисексуальные мужчины-педофилы имели более поздний общий порядок рождения, чем гетеросексуальные мужчины-педофилы, и этот поздний порядок рождения был в первую очередь обусловлен тем, что гомосексуально-бисексуальная группа рождалась позже среди своих братьев, чем позже среди своих сестер. Другое исследование не подтвердили более поздний братский порядок рождения для мужчин с сексуальными преступлениями против мальчиков или девочек препубертатного возраста, но подтвердили его для мужчин с преступлениями против мальчиков или девочек полового созревания. Противоречивость этих выводов относительно корреляции сексуальной ориентации и братского порядка рождения у педофилов может быть связана с методологическими проблемами в двух исследованиях. Первое исследование было ретроспективным исследованием сексуальных преступников, в которое были включены только те субъекты, чьи клинические карты содержали данные о порядке рождения, поэтому на результаты исследования могла повлиять предвзятость отбора. Второе исследование представляло собой повторный анализ архивных данных классического исследования сексуальных преступников 1965 года. Была минимальная восстанавливаемая информация об истории правонарушений испытуемых, и существует вероятность того, что сексуальные предпочтения педофилов, участвовавших в исследовании, не были точно классифицированы на основе имеющейся информации.
Поэтому Блэнчард и другие учёные провели исследование, в котором были собраны данные с конкретной целью изучения связи братского порядка рождения с сексуальной ориентацией гомосексуалов, бисексуалов и гетеросексуальных педофилов. Каждый тип педофильной группы сравнивался с контрольной группой, состоящей из мужчин-гинекофилов (т. е. мужчин, которых привлекают взрослые женщины). Исследование показало, что у гомосексуалов-педофилов было больше старших братьев, чем у контрольной группы гинекофилов, в то время как у бисексуалов и гетеросексуальных педофилов этого не было. Эти результаты подтверждают, что братский порядок рождения коррелирует с сексуальной ориентацией у педофилов, как и у телеофилов (то есть людей, которых привлекают исключительно взрослые). Результаты также подтверждают, что братский порядок рождения не коррелирует с педофилией как таковой: предыдущие исследования установили, что эффект братского порядка рождения влияет на то, к какому полу мужчина испытывает сексуальное влечение; Блэнчард и его коллеги дополнительно исследовали, относительно того, влияет ли братский порядок рождения также на возраст лиц, к которым мужчина относится. привлекло. Результаты исследования показывают, что братский порядок рождения не влияет на возраст предпочтительных эротических целей и что братский порядок рождения не коррелирует с педофилией. Таким образом, механизм братского порядка рождения вызывает только влечение самцов к другим самцам; какой бы механизм ни вызывал у самцов педофилию в отличие от телеофилии (т. е. влечение к взрослым), он отличается от самого механизма братского порядка рождения.
Кроме братского порядка рождения, не было выявлено никаких общих черт в истории развития или семейной демографии андрофилов и педофилов, в то время как ключевые особенности различают две группы, например, большинство андрофильных мужчин демонстрируют гендерное несоответствие в детстве, в то время как педофилы, привлекаемые однополыми парами, этого не делают. Чтобы предотвратить неправильное понимание или неправильное использование их исследований о братском порядке рождения у педофилов, исследователи подчеркивают, что любой вывод о том, что гомосексуалы имеют общий этиологический фактор с андрофилией, не означает, что обычные гомосексуальные мужчины (андрофилы), вероятно, будут приставать к мальчикам, так же как вывод о том, что гетеросексуальная педофилия имеет общий этиологический фактор с гинекофилией, будет означать, что обычные гетеросексуальные мужчины (гинекофилы), вероятно, будут приставать к девочкам.
Обнаружение эффекта братского порядка рождения у цисгендерных и трансгендерных мужчин-андрофилов, мужчин, которых привлекают мальчики, и тех, кого привлекают взрослые мужчины — у группы однополых партнеров выявлено влечение к партнерам, которые отличаются от них по целому ряду характеристик — позволяет предположить, что братский порядок рождения (или лежащая в основе переменная, которую он отражает) может быть первым универсальным фактором, который будет выявлен в развитии однополого влечения у мужчин.

### Другие выводы

#### Исследование Каррина
Каррин и другие учёные провели исследование, в котором изучалось существование эффекта братского порядка рождения в различных аспектах сексуальной ориентации, а именно идентичности, влечения, фантазий и поведения, в то время как предыдущие исследования изучали только одно такое измерение (идентичность).
Участники исследования были разделены на две группы: «гетеросексуальная группа» и «негетеросексуальная группа». Чтобы определить, какой ярлык участники использовали для определения своей сексуальной ориентации, участников спросили: «Как бы вы классифицировали свою сексуальную ориентацию?» и предложили выбрать один из пяти вариантов:
- гетеросексуальный,
- в основном гетеросексуальный,
- бисексуальный,
- в основном гей/лесбиянка,
- гей/лесбиянка.

Люди, выбравшие «гетеросексуальные», были помещены в гетеросексуальную группу, в то время как люди, выбравшие «геи/лесбиянки», были помещены в негетеросексуальную группу.
Чтобы оценить сексуальное влечение, участников спросили: «Насколько вас сексуально привлекают мужчины?» и выбирается по 7-балльной шкале Лайкерта в диапазоне от 1 (совсем нет) до 7 (очень сильно).
Участников также спросили: «Насколько вас сексуально привлекают женщины?» и были представлены с той же шкалой Лайкерта. Люди, которые выбрали 1 (совсем нет) при ответе на вопрос о сексуальном влечении того же пола, были помещены в гетеросексуальную группу. Люди, которые выбрали 2 или более, были помещены в негетеросексуальную группу.
Чтобы оценить сексуальное поведение, участников спросили: «Каково общее количество сексуальных партнеров мужского пола, которые у вас были?» и «Каково общее количество сексуальных партнеров женского пола, которые у вас были?». Сексуальный партнер был определен как человек, с которым участник имел проникновение полового члена во влагалище, оральный секс, анальный секс и/или взаимную мастурбацию. Лица, которые идентифицировали наличие любого однополого сексуального партнера (т. е. 1 или более), были помещены в негетеросексуальную группу, в то время как лица, которые не идентифицировали наличие однополого сексуального партнера, были помещены в гетеросексуальную группу.
Чтобы оценить сексуальные фантазии, участников спросили: «Какой процент ваших сексуальных фантазий во время мастурбации связан с мужчинами?» и оценил вопрос от 0 % до 100 %. Каждого участника также спросили: «Какой процент ваших сексуальных фантазий во время мастурбации связан с женщинами?» и оценил вопрос от 0 % до 100 %. Если индивид одобрял наличие каких-либо однополых сексуальных фантазий вообще (т. е. 1 % или более), он был помещен в негетеросексуальную группу, в противном случае он был помещен в гетеросексуальную группу.
Используя эти критерии для определения сексуальной ориентации, привлекательности, фантазий и поведения, Каррин и др. (2015) не смогли продемонстрировать эффект для каких-либо измерений в своей выборке из 722 мужчин-правшей (из которых 500 были классифицированы как гетеросексуальные, а 122 были классифицированы как негетеросексуальные), хотя исследование действительно учитывало различия в размере семьи между двумя группами. В метаанализе 2017 года были проанализированы исследования об эффекте братского порядка рождения, включая это. В метаанализе была использована общая выборка из 7 140 гомосексуалов и 12 837 гетеросексуальных мужчин. Результаты метаанализа подтвердили надежность эффекта братского порядка рождения.

#### Другие исследования
Бирман и Брюкнер (2002) утверждали, что в исследованиях, демонстрирующих эффект братского порядка рождения, использовались непредставительные выборки и/или косвенные сообщения о сексуальной ориентации братьев и сестер. Их анализ, сосредоточенный на разнополых близнецах, не выявил связи «между однополым влечением и количеством старших братьев и сестер, старших братьев или старших сестер». Исследование Фрэнсиса (2008), проведенное с использованием того же опроса Add Health, но с более широким анализом, показало очень слабую корреляцию мужского однополого влечения с наличием нескольких старших братьев (но обнаружило значительную отрицательную корреляцию мужского однополого влечения с наличием старших сестер, т. е. тех, кто испытывали ненулевой уровень однополого влечения, были значительно реже иметь старших сестер).
Неспособность этих исследований продемонстрировать эффект братского порядка рождения объясняется их методологическими недостатками. Хотя они использовали большие выборки подростков, низкие базовые показатели однополого влечения и поведения в популяции привели к тому, что размеры выборки были слишком малы для оценки связи порядка рождения с сексуальной ориентацией. Эффект братского порядка рождения, возможно, также был скрыт в этих исследованиях из-за использования в них различных методов классификации сексуальной ориентации и неточных показателей родства. Рэй Блэнчард объяснил, что наглядность эффекта братского порядка рождения частично зависит от адекватного соответствия среднего размера семьи в группах исследования гомосексуалов и гетеросексуалов, и отметил, что в двух исследованиях, приведенных выше, средний размер семьи гомосексуалов был значительно меньше, чем в гетеросексуальных группах сравнения. В частности, у гетеросексуальных мужчин было большее количество братьев и сестер в целом, чем у гомосексуалов, что, возможно, затушевывало анализ групповых различий у старших братьев и препятствовало демонстрации эффекта братского порядка рождения. Таким образом, исследователи подчеркнули необходимость сравнения групп по показателям среднего размера семьи и предположили, что в двух исследованиях, альтернативная метрика порядка рождения, которая контролировала бы размер родства, дала бы результаты, согласующиеся с эффектом братского порядка рождения. После публикации исследования Бирмана и Брукнера в 2002 году исследования, в которых использовались репрезентативные национальные вероятностные выборки и прямые отчеты о сексуальной ориентации братьев и сестер, обнаружили эффект братского порядка рождения.
Фриш и др. (2006) не обнаружили корреляции между старшими братьями и однополыми союзами между мужчинами в выборке из более чем 2 миллионов датчан. Вместо этого исследователи обнаружили корреляцию между такими союзами и избытком старших сестер. Фриш предупредил гомосексуалов, что нельзя интерпретировать выводы о коррелятах гетеросексуального и гомосексуального брака так, как если бы они были выводами о коррелятах гетеросексуальной и гомосексуальной ориентации. Рэй Блэнчард провел повторный анализ данных Фриша, используя процедуры, которые использовались в предыдущих исследованиях братского порядка рождения. Согласно его анализу, «единственной группой, чьи данные напоминали данные предыдущих исследований, были мужчины, состоящие в гомосексуальном браке», что подтверждает эффект порядка рождения. Далее он подверг критике выводы, сделанные на основе данных о лицах, состоящих в браке, поскольку у лиц, состоящих в гетеросексуальном браке, также «заметно отличается соотношение полов между старшими братьями и сестрами», чем у гетеросексуально ориентированных лиц.

## Теории о механизме братского порядка рождения
В работе Энтони Богерта с участием усыновленных детей делается вывод о том, что эффект не связан с воспитанием со старшими братьями, а, как предполагается, имеет какое-то отношение к изменениям, вызванным в организме матери при вынашивании мальчика, которые влияют на последующих сыновей. Это происходит потому, что эффект присутствует независимо от того, воспитываются ли старшие братья в одной семейной среде с мальчиком или нет. Нет никакого эффекта, когда число старших братьев увеличивается за счет приемных братьев или сводных братьев. Было выдвинуто предположение, что это вызвано внутриутробным аллоиммунным ответом матери, в частности, иммунная система матери становится сенсибилизированной к антигенам H-Y, участвующим в половой дифференциации самцов позвоночных, и вырабатывает антитела, которые атакуют эти антигены. В частности, было обнаружено, что материнские антигены к белку нейролигина NLGN4Y, белку Y-хромосомы, важному для развития мозга плода мужского пола, участвуют в эффекте братского порядка рождения.